# Springfield Indians
Springfield Indians byl profesionální americký klub ledního hokeje, který sídlil ve Springfieldu ve státě Massachusetts. Své domácí zápasy "Indiáni" hráli v Eastern States Coliseum (1926-1972) a Springfield Civic Center (1972-1994). Klub v soutěži působil i pod názvem Syracuse Warriors (1951-54) a také jako Springfield Kings (1967-74, vzhledem k domluvě s celkem Los Angeles Kings, kterému Springfield dělal farmu). Klub byl založen v roce 1926 a v sezoně 1936/37 byl jedním z původních celků v premiérovém ročníku American Hockey League. V té působil do roku 1994, kdy město prodalo licenci na AHL a tak Indians nahradil v AHL klub Worcester IceCats.
Indians vyhráli sedmkrát Calder Cup a jsou jediným klubem, kterému se jej podařilo vybojovat třikrát po sobě. Dva tituly slavilo mužstvo pod názvem Kings (1971 a 1975). Klub byl během své existence farmami celků NHL New York Americans, New York Rangers, Hartford Whalers, New York Islanders, Los Angeles Kings, Boston Bruins, Chicago Blackhawks a Minnesota North Stars. Majitelem klubu byl legendární obránce Eddie Shore.
Dres Indians oblékali například i slovenský obránce Jerguš Bača (který byl u titulu v AHL 1991), český bek Martin Hamrlík, první černoch v NHL Willie O'Ree, komentátor Don Cherry (jako hráč zde byl u titulu 1960) či útočník Ted Drury. Dnes v aréně, kde Indians zakončovali svou existenci, působí klub AHL Springfield Falcons.

## Historické názvy
Zdroj: 
- 1926 – Springfield Indians
- 1951 – Syracuse Warriors
- 1954 – Springfield Indians
- 1967 – Springfield Kings
- 1974 – Springfield Indians

## Úspěchy klubu
- Vítěz AHL - 7x (1959/60, 1960/61, 1961/62, 1970/71 - Kings, 1974/75 - Kings, 1989/90, 1990/91)
- Vítěz základní části - 3x (1959/60, 1960/61, 1961/62)
- Vítěz divize - 6x (1941/42, 1959/60, 1960/61, 1961/62, 1990/91, 1991/92)